# Krzysztof Szaflarski
Krzysztof Szaflarski – polski ekonomista, dr hab. nauk ekonomicznych, profesor nadzwyczajny Górnośląskiej Wyższej Szkoły Handlowej im. Wojciecha Korfantego w Katowicach i Katedry Międzynarodowych Stosunków Ekonomicznych Wydziału Ekonomii Uniwersytetu Ekonomicznego w Katowicach.

## Życiorys
Obronił pracę doktorską, 28 marca 1994 habilitował się na podstawie pracy zatytułowanej Trójstronna kooperacja przemysłowa Wschód-Zachód-Południe (kompleksowa analiza). Otrzymał nominację profesorską. Objął funkcję profesora w Katedrze Międzynarodowych Stosunków Ekonomicznych na Wydziale Ekonomii Akademii Ekonomicznej im. Karola Adamieckiego w Katowicach i na Wydziale Zarządzania Górnośląskiej Wyższej Szkoły Handlowej im. Wojciecha Korfantego w Katowicach.
Został zatrudniony na stanowisku profesora nadzwyczajnego Górnośląskiej Wyższej Szkoły Handlowej im. Wojciecha Korfantego w Katowicach i Katedry Międzynarodowych Stosunków Ekonomicznych Wydziału Ekonomii Uniwersytetu Ekonomicznego w Katowicach.
Jest rektorem Górnośląskiej Wyższej Szkoły Handlowej im. Wojciecha Korfantego w Katowicach, oraz był dziekanem  na Wydziale Zarządzania Górnośląskiej Wyższej Szkoły Handlowej im. Wojciecha Korfantego w Katowicach.